# Aricia crassipuncta
Aricia crassipuncta is een vlinder uit de familie van de Lycaenidae. De wetenschappelijke naam van de soort is voor het eerst geldig gepubliceerd in 1893 door Hugo Theodor Christoph. De soort komt voor in de Levant.